# Harald Irmscher
Harald Irmscher (Oelsnitz, 12 februari 1946) is een voormalig voetballer uit Oost-Duitsland, die als middenvelder een groot deel van zijn carrière speelde voor FC Carl Zeiss Jena. Met die club won hij eenmaal de landstitel. Hij speelde tevens voor BSG Motor Zwickau en Wismut Gera.

## Interlandcarrière
Irmscher kwam in totaal 41 keer (vier doelpunten) uit voor de nationale ploeg van Oost-Duitsland in de periode 1966–1974. Onder leiding van de Hongaarse bondscoach Károly Sós maakte hij zijn debuut op 4 september 1966 in de oefenwedstrijd tegen Egypte (6–0) in Karl-Marx-Stadt, net als doelman Wolfgang Blochwitz (FC Carl Zeiss Jena). Met de nationale ploeg van Oost-Duitsland won hij de bronzen medaille bij de Olympische Spelen in München (1972). Hij nam eveneens deel aan het WK voetbal 1974 in buurland West-Duitsland

## Erelijst
BSG Motor Zwickau
- Oost-Duitse beker

1967
 Carl Zeiss Jena
- DDR-Oberliga

1970
- Oost-Duitse beker

1972, 1974